# 崔頭用
崔 頭用（チェ・ドゥヨン、朝鮮語: 최두용）は、朝鮮民主主義人民共和国の軍人、政治家。第2軍団長、朝鮮労働党中央委員会委員。第526大連合部隊部隊長などを歴任した。朝鮮人民軍における軍事称号（階級）は上将。

## 経歴
出生地や生年月日は不明。2014年に朝鮮人民軍少将に昇進し、2015年11月7日に李乙雪元帥が死去すると、国家葬儀委員会委員に選ばれた。同年12月24日に金正恩第一書記が参観した軍部隊の実動訓練に、第526大連合部隊部隊長として参加した。
2016年5月9日に開催された朝鮮労働党第7次大会で朝鮮労働党中央委員会委員候補に選出され、2017年10月7日に開催された朝鮮労働党中央委員会第7期第2回総会で党中央委員会委員に補選され、2019年3月10日に実施された最高人民会議第14期代議員選挙で代議員に再選された。2020年5月20日に開催された朝鮮労働党中央軍事委員会第7期第4回拡大会議で上将に昇進し、10月10日に開催された朝鮮労働党創建75周年を記念する軍事パレードでは第2軍団縦隊を率いて行進した。